# Lista de governantes dos Açores
O modelo de governança dos Açores sofreu alterações profundas ao longo dos séculos, surgindo e desaparecendo cargos de governante com as circunscrições e estruturas políticas e administrativas a que estavam associados. Se alguns foram efémeros, como os de prefeito provincial e delegado do governo, outros foram duradouros, como os de capitão do donatário e de governador civil, alguns deles com algumas centenas de titulares. Nas listagens que se seguem foram apenas considerados as autoridades máximas em cada tempo e circunscrição. A única excepção é aberta para a governação no regime de autonomia política, onde o conceito de autoridade máxima desapareceu por imperativo constitucional, sendo nesse caso considerados os três ramos do poder: o de representação da soberania portuguesa, materializado no extinto cargo de Ministro da República, atual Representante da República; o legislativo, na figura do Presidente da Assembleia Legislativa; e o executivo, na figura do Presidente do Governo. Para que melhor se entenda a relação entre as listagens, é apresentado um cronograma com os diversos modelos de governança:

## Regime de donataria
Após o seu descobrimento, as ilhas dos Açores foram doadas pela Coroa de Portugal ao Infante D. Henrique, que por sua vez as doou à Ordem de Cristo, da qual era Mestre. A lista de donatários seria assim composta:
- Infante D. Henrique, Duque de Viseu (1432? - 1460)
- Fernando de Portugal, Duque de Viseu (1460 - 1470)
- João, Duque de Viseu (1470 - 1472)
- Diogo, Duque de Viseu (1472 - 1484)
- Manuel, Duque de Viseu (1484 - 1495)

Quando Manuel, Duque de Viseu ascendeu ao trono como Manuel I de Portugal (1495), ocorreu a incorporação da donataria das então sete ilhas dos Açores (a ilha das Flores e a ilha do Corvo neste aspecto tiveram percurso diverso) aos bens da Coroa, de onde não mais saíram. Para governar localmente as ilhas, estes donatários nomearam homens de sua confiança, os chamados capitães do donatário.
A partir de meados do século XVI a figura do capitão do donatário perdeu as características de efetivo governo das ilhas, com excepção da de São Miguel, para se transformar num rendoso cargo honorífico que era concedido pelo rei a pessoas e famílias que desejava premiar. Foi assim que a maioria das capitanias foi parar às mãos da alta nobreza portuguesa que, via de regra, nunca viveu nas ilhas. Estes capitães do donatário faziam-se representar por procuradores, denominados ouvidores do capitão, que localmente lhe administravam as rendas.

### Comendador de Santa Maria e capitão nos Açores
1. 1439 - 1461? — Gonçalo Velho Cabral. O título concedido não é claro, sendo por vezes referido como comendador da ilha de Santa Maria e nosso capitão nos Açores e por outras vezes comendador das ilhas dos Açores, não se lhe conhecendo qualquer regimento. O mais provável será que sendo a Ordem de Cristo parte interessada na administração das ilhas, fosse utilizado o regime de comenda, vulgar nas terras daquela Ordem em Portugal, recebendo a comenda a designação da ilha então mais povoada, a de Santa Maria. Ainda em 1460, uma carta do Infante D. Henrique diz que ele era Capitão por mim em minhas ilhas de Santa Maria e São Miguel dos Açores, não se sabendo quando se retirou e deixou a capitania das duas ilhas a seu sobrinho materno João Soares de Albergaria.

### Capitão do donatário em Santa Maria e São Miguel
Com a saída de Gonçalo Velho Cabral, foi organizada a primeira capitania, compreendendo as ilhas de São Miguel e de Santa Maria, com o capitão a residir em Vila do Porto, a primeira povoação açoriana a estruturar-se.
1. 1461? - 1474 — João Soares de Albergaria. A partir de data que não se conhece, mas que terá sido por princípios da [[década de 1460, por retirada de Gonçalo Velho, sucedeu-lhe no cargo de capitão do donatário nas ilhas de Santa Maria e São Miguel o seu sobrinho João Soares, por vezes referido como João Soares de Albergaria ou como João Soares Velho. Este capitão fixou a sua residência em Vila do Porto, na ilha de Santa Maria, mantendo em São Miguel um escrivão e um almoxarife. No tempo deste capitão (antes de 1472), receberam foral de vilas a Vila do Porto e Vila Franca do Campo, as mais antigas dos Açores. Por carta de confirmação datada de 10 de março de 1474, foi ratificada a venda que este capitão fez da capitania da ilha de São Miguel a Rui Gonçalves da Câmara, ficando assim definitivamente separadas as capitanias de São Miguel e Santa Maria.

### Capitão do donatário em Santa Maria
Após a venda da capitania de São Miguel a Rui Gonçalves da Câmara, a capitania de Santa Maria e São Miguel dividiu-se em duas, ficando João Soares de Albergaria na posse da de Santa Maria.
1. 1474 - 1499 — João Soares.
2. 1499 - 1571 — João Soares de Sousa (até pelo menos 1509 foi lugar-tenente João de Marvão, pois o herdeiro da capitania tinha apenas 6 anos aquando da morte de seu pai em 1499)
3. 1571 - 1576?    — Pedro Soares de Sousa
4. 1580 - ??       — Jerónimo Coutinho
5. 1594 - ??       — Brás Soares de Sousa
6. 1626 - ??       — Pedro Soares de Sousa, neto do anterior.
7. 1639 - ??       — Brás Soares de Sousa, neto do anterior.
8. 1649 - ??       — Branca de Gama
9. 1654 - ??       — João Falcão de Sousa
10. 1665 - ??       — Joana de Meneses
11. 1667 - 1720 — Luís de Vasconcelos e Sousa, 3.º conde de Castelo Melhor
12. 1720 - 1734 — Afonso de Vasconcelos e Sousa Cunha Câmara Faro e Veiga, 5.º conde da Calheta.
13. 1734 - 1801 — José de Vasconcelos e Sousa Caminha da Câmara Faro e Veiga, 1.º marquês de Castelo Melhor. Foi o último capitão do donatário antes da criação da Capitania Geral dos Açores, em 1766. Entretanto o decreto pombalino de 4 de Setembro de 1765 fez regressar à Coroa os direitos senhoriais, ficando o capitão do donatário reduzido ao honorífico cargo de alcaide-mor das capitanias.
14. 1801 - 1806 — António José de Vasconcelos e Sousa da Câmara Caminha Faro e Veiga, 6.º conde da Calheta e 2.º marquês de Castelo Melhor
15. 1806 - 1827 — Afonso de Vasconcelos e Sousa da Câmara Caminha Faro e Veiga, 7.º conde da Calheta e 3.º marquês de Castelo Melhor.
16. 1827 - 1832 — António de Vasconcelos e Sousa da Câmara Caminha Faro e Veiga, 8.º conde da Calheta e 4.º marquês de Castelo Melhor.

### Capitão do donatário em São Miguel
A venda por João Soares, capitão do donatário nas ilhas de Santa Maria e São Miguel, da capitania de São Miguel, levou à separação da administração de São Miguel da de Santa Maria a partir de 1474. Todos os capitães do donatário em São Miguel pertenceram à família dos Gonçalves da Câmara.
1. 1474 - 1497 — Rui Gonçalves da Câmara, 3.º capitão do donatário.
2. 1497 - 1502 — João Rodrigues da Câmara, 4.º capitão do donatário
3. 1502 - 1535 — Rui Gonçalves da Câmara, 5.º capitão do donatário
4. 1535 - 1578 — Manuel da Câmara, 6.º capitão do donatário
5. 1578 - 1601 — Rui Gonçalves da Câmara, 7.º capitão do donatário e 1.º conde de Vila Franca
6. 1601 - 1619 — D. Manuel da Câmara, 8.º capitão do donatário e 2.º conde de Vila Franca
7. 1619 - 1662 — D. Rodrigo da Câmara, 9.º capitão do donatário e 3.º conde de Vila Franca
8. 1662 - 1673 — D. Manuel Luís Baltazar da Câmara, 10.º capitão do donatário, 4.º conde de Vila Franca e 1.º conde da Ribeira Grande
9. 1673 - 1724 — D. José Rodrigo da Câmara, 11.º capitão do donatário e 2.º conde da Ribeira Grande
10. 1724 - 1724 — D. Luís Manuel da Câmara, 12.º capitão do donatário e 3.º conde da Ribeira Grande.
11. 1724 - 1757 — D. José da Câmara Teles, 13.º capitão do donatário e 4.º conde da Ribeira Grande.
12. 1757 - 1766 — D. Joana Tomásia da Câmara, herdeira do título da capitania, casada com D. Guido Augusto da Câmara, seu tio, em quem recaíram os títulos de 14.º e último capitão do donatário e 5.º conde da Ribeira Grande, por não ter José da Câmara Teles filho varão sobrevivo.

### Capitão do donatário na Terceira
A ilha Terceira foi concedida como uma única capitania, sendo posteriormente dividida nas capitanias de Angra e da Praia. Foi a única ilha onde ocorreu divisão do território para formação de capitanias.
1. 1450 - c. 1472 — Jácome de Bruges. Este capitão desapareceu misteriosamente, admitindo-se que tenha sido assassinado, talvez por lançamento ao mar durante uma viagem. Seguiu-se um longo pleito, em que o genro, Duarte Paim, reivindicava a capitania, contra as pretensões de Álvaro Martins Homem e João Vaz Corte Real, que também a reivindicavam. O pleito decidiu-se a favor dos últimos, mas depois de pleitearem entre si, tiveram de dividir a ilha em duas capitanias.
2. c. 1472 - 1474 — A capitania da ilha Terceira, embora formalmente doada a Jácome de Bruges, esteve vaga pelo desaparecimento deste por volta de 1472. Nesse período, embora sem título formal, o poder na parte da Praia foi exercido por Diogo de Teive, ouvidor por parte do desaparecido Jácome de Bruges, e na parte de Angra por Álvaro Martins Homem, que ali se havia instalado. Devido a constantes desavenças entre os líderes dos grupos instalados na Praia e em Angra, foi a ilha dividida em duas capitanias por carta da Infanta D. Brites, tutora e curadora do donatário, datada de 17 de fevereiro de 1474. A divisão foi feita na diagonal, e depois de longas disputas, foi fixada em 1568 por uma linha que partindo da costa sul, na foz da Ribeira Seca, atual freguesia de vila de São Sebastião, cruzava a ilha em linha reta até à zona onde o Cerro da Ribeira dos Gatos mais se aproxima da costa norte (início da Canada da Almas, na proximidade da Cruz do Marco, atual freguesia dos Altares). Nesse local da costa norte foi colocado, por uma comissão de homens bons, peritos em navegação, um marco que deu nome ao lugar. Esse marco sobreviveu até aos anos de 1997-1998, quando obras de correção do traçado da estrada levaram à sua destruição. Por ter escolhido a parte de Angra, João Vaz Corte Real indemnizou Álvaro Martins Homem das benfeitorias entretanto por ele feitas.

#### Capitania de Angra
A capitania de Angra foi criada a 2 de abril de 1474, tendo como capitão do donatário João Vaz Corte Real, que possibilitou a vinda de muitos fidalgos do reino, acompanhados por grande número de pessoas.
Foram abertos caminhos e estabelecidas povoações em diferentes pontos da parte Ocidental da ilha, até que em 1478, estava quase completa a edificação de Angra, pelo que foi elevada à categoria de Vila.
Para a defesa da vila, Corte Real fez erguer o chamado Castelo de São Luís ("Castelo dos Moinhos"), que foi o primeiro presídio que houve, concluído em 1493. Para o serviço religioso, concluiu-se a igreja de São Salvador. Para atender os pobres e os doentes da capitania e, sobretudo, os que aportavam a Angra, edificou-se o primeiro hospital da ilha, sob invocação do Santo Espírito. Foi atendido por franciscanos e aprovado por alvará-régio de 15 de Maio de 1492. João Vaz Corte Real auxiliou ainda na edificação do Convento de São Francisco, tendo permitido que os franciscanos se incumbissem do ensino.
1. 1474 - 1496 — João Vaz Corte Real
2. 1496 - 1538 — Vasco Anes Corte Real
3. 1538 - 1577 — Manuel Corte Real.
4. 1577 - 1581 — Vasco Annes Corte Real (neto), com o mesmo nome de seu avô.
5. 1581 - 1613 — Margarida Corte Real, que casa com Cristóvão de Moura, 1.º conde de Castelo Rodrigo, depois 1.º marquês de Castelo Rodrigo, assumindo este a capitania.
6. 1613 - 1642 — D. Manuel de Moura Corte Real, 2.º marquês de Castelo Rodrigo e 1.º conde de Lumiares. A capitania reverteu para a coroa em 1641 quando D. Manuel de Moura Corte Real optou por permanecer em Castela após a Restauração da Independência de Portugal.
7. 1641 - 1642 — Incorporada nos bens próprios da Coroa.
8. 1642 - 1649 — D. Afonso de Portugal, 5.º conde de Vimioso e 1.º marquês de Aguiar
9. 1649 - 1655 — D. Luís de Portugal, 6.º conde de Vimioso. Por morte deste titular reverteu para a coroa.
10. 1655 - 1766 — Incorporada nos próprios da Coroa. A capitania é extinta com a criação, neste último ano, da Capitania Geral dos Açores.

#### Capitania da Praia
A capitania foi recebida por Álvaro Martins Homem a 17 de fevereiro de 1474. Este, com os recursos da indenização que recebeu de João Vaz Corte Real pelas benfeitorias de Angra (casas e moinhos), fez erguer oito moinhos na Agualva e três nas Quatro Ribeiras. Foi responsável, também, pela edificação de igrejas na sua capitania. O vigoroso impulso que deu à capitania fez com que o lugar da Praia fosse elevado a Vila entre 1478 e 1480, quase ao mesmo tempo que Angra. Para a defesa militar da vila determinou a construção de uma muralha e, mais tarde, orlou a baía da Praia com uma série de redutos, visando protegê-la de qualquer tentativa de ataque ou invasão vinda por mar. Ainda na Praia, Afonso Gonçalves de Antona Baldaya propiciou a construção de um Convento de São Francisco, doando-lhe terreno de sua propriedade, à semelhança do que fizera em Angra. Por inciativa de D. Catarina de Ornelas foi fundado o Mosteiro da Luz.
1. 1474 - 1483 — Álvaro Martins Homem.
2. 1483 - 1531 — Antão Martins Homem.
3. 1532 - 1532 — Álvaro Martins Homem (neto), neto do do mesmo nome, que não se encartou no cargo.
4. 1533 - 1577 — Antão Martins da Câmara, neto paterno do anterior do mesmo nome.
5. 1577 - 1582 — A  capitania permaneceu vaga.
6. 1582 - 1613 — Margarida Corte Real, que casa com Cristóvão de Moura, 1.º conde de Castelo Rodrigo, depois 1.º marquês de Castelo Rodrigo, assumindo este a capitania.
7. 1613 - 1642 — D. Manuel de Moura Corte Real, 2.º marquês de Castelo Rodrigo e 1.º conde de Lumiares. A capitania reverteu para a coroa em 1641 quando D. Manuel de Moura Corte Real optou por permanecer em Castela após a Restauração da Independência de Portugal.
8. 1641 - 1642 — Incorporada nos bens próprios da Coroa.
9. 1642 - 1649 — D. Afonso de Portugal, 5.º conde de Vimioso e 1.º marquês de Aguiar
10. 1649 - 1655 — D. Luís de Portugal, 6.º conde de Vimioso. Por morte deste titular reverteu para a coroa.
11. 1655 - 1663 — Incorporada nos próprios da Coroa.
12. 1663 - 1665 — Francisco Ornelas da Câmara, que a adquiriu por 20 000 cruzados dados para a Guerra da Restauração.
13. 1665 - 1712 — Brás de Ornelas da Câmara. Com a morte deste titular é incorporada na coroa, onde permanece até 1715.
14. 1712 - 1715 — Incorporada nos próprios da Coroa.
15. 1715 - 1749 — Luís António de Basto Baharem, último titular privado da capitania.
16. 1749 - 1766 — Incorporada nos próprios da Coroa. A capitania é extinta com a criação, neste último ano, da Capitania Geral dos Açores.

### Capitão do donatário na Graciosa
A capitania da Graciosa foi criada cerca de 1470, ano em que se iniciou oficialmente o povoamento da ilha, mas desconhecem-se os documentos de doação aos seus primeiros titulares.

#### Capitania no sul da ilha (antigo concelho da Praia da Graciosa)
1. 1470 - 1475 — (datas incertas) Duarte Barreto do Couto (apenas a parte sul da ilha)
2. 1475 - 1485 — Vasco Gil Sodré (datas incertas; apenas na parte sul e em conjunto com sua irmã Antónia Sodré, viúva do falecido e acima referido, capitão Duarte Barreto do Couto).

#### Capitania no norte da ilha (território do primitivo concelho de Santa Cruz)
1. 1475 - 1485 — Pedro Correia da Cunha (datas incertas).

#### Capitania da ilha Graciosa
1. 1485 - 1497 — Pedro Correia da Cunha.
2. 1499 - 1507 — Duarte Correia da Cunha (filho do anterior; por falta de descendentes, a capitania passou para outra família da mesma parentela).
3. 1507 - 1510 — D. Fernando Coutinho
4. 1510 - 1552 — Álvaro Coutinho (filho do anterior).
5. 1552 - 1565 — Fernando Coutinho (filho do anterior).
6. 1565 - 1571 — O falecimento prematuro do titular, cujos filhos eram «meninos», levou a que apenas em 1571, quando o novo capitão teria uns 6 anos de idade, fosse confirmada a posse.
7. 1571 - 1636 — Fernando Coutinho (filho do anterior; morreu sem sucessão).
8. 1636 - 1645?— Vaga. Incorporada nos próprios da Coroa.
9. 1645?- 1666 — Francisco de Moura (faleceu sem sucessão).
10. 1666 - 1674 — Luís Mendes de Elvas (faleceu sem sucessão).
11. 1674 - 1708 — Pedro Sanches de Farinha.
12. 1708 - 1730 — Rodrigo Sanches Farinha de Baena.
13. 1730 - 1737 — Pedro Sanches Farinha de Baena.
14. 1737 - 1766 — Incorporada nos bens próprios da Coroa. A capitania é extinta com a criação, neste último ano, da Capitania Geral dos Açores.

### Capitão do donatário em São Jorge
A capitania de São Jorge foi anexada à de Angra, assim se mantendo até à sua incorporação na coroa por força da opção por Castela de D. Manuel de Moura Corte Real, capitão do donatário à data da Restauração da Independência de Portugal.
1. 1474 - 1496 — João Vaz Corte Real
2. 1496 - 1538 — Vasco Anes Corte Real
3. 1538 - 1577 — Manuel Corte Real.
4. 1577 - 1581 — Vasco Annes Corte Real (neto), com o mesmo nome de seu avô.
5. 1581 - 1613 — Margarida Corte Real, que casa com Cristóvão de Moura, 1.º conde de Castelo Rodrigo, depois 1.º marquês de Castelo Rodrigo, assumindo este a capitania.
6. 1613 - 1642 — D. Manuel de Moura Corte Real, 2.º marquês de Castelo Rodrigo e 1.º conde de Lumiares. A capitania reverteu para a coroa em 1641 quando D. Manuel de Moura Corte Real optou por permanecer em Castela após a Restauração da Independência de Portugal.
7. 1641 - 1642 — Incorporada nos bens próprios da Coroa.
8. 1642 - 1649 — D. Afonso de Portugal, 5.º conde de Vimioso e 1.º marquês de Aguiar
9. 1649 - 1655 — D. Luís de Portugal, 6.º conde de Vimioso. Por morte deste titular reverteu para a coroa.
10. 1655 - 1766 — Incorporada nos próprios da Coroa. A capitania é extinta com a criação, neste último ano, da Capitania Geral dos Açores.

### Capitão do donatário no Faial
1. 1468 – 1482 — Jobst van Hürter. O cargo de capitão do donatário na ilha do Faial foi concedido a Jobst van Hürter por carta de 21 de Fevereiro de 1468. Por carta de 29 de Dezembro de 1482, a capitania é alargada à ilha do Pico, transformando-se na capitania do Faial e Pico, continuando van Heurten na sua posse. Jobst van Hürter foi assim o único a exercer o cargo de capitão do donatário no Faial.

### Capitão do donatário no Pico
1. 1460 - 1482 — Álvaro de Ornelas. Este capitão, por volta de 1460, fez as primeiras experiências de povoamento da ilha, com naturais do norte de Portugal que chegaram ao Pico após escala na Terceira e na Graciosa. Nunca chegou a tomar posse efectiva da ilha. Gorada esta tentativa, por carta régia de 29 de Dezembro de 1482, a capitania do Pico, é anexada à capitania do Faial, criando-se a capitania do Faial e Pico, ficando van Hürter, que desde 1468 era capitão do Faial, na posse das duas ilhas.

### Capitão do donatário no Faial e Pico
1. Por carta de 29 de Dezembro de 1482, a capitania do Pico é anexada à capitania do Faial, criando-se a capitania do Faial e Pico, ficando van Hürter, que, desde 1468, já era capitão do Faial, na posse das duas ilhas.
2. 1482 – 1495 — Jobst van Hürter.
3. 1495 – 1549 — Jorge Dutra, também designado por Joos van Hürten, filho do anterior.
4. 1549 – 1553 — Manuel de Utra Corte Real.
5. 1553 – 1573 — D. Álvaro de Castro.
6. 1573 – 1582 — D. Francisco de Mascarenhas, 1.º conde da Vila da Horta, depois 1.º conde de Santa Cruz.
7. 1582 – 1614 — Jerónimo de Utra Corte Real.
8. 1614 – 1642 — D. Manuel de Moura Corte Real, 1.º marquês de Lumiares e 2.º marquês de Castelo Rodrigo. Por confisco, a capitania foi incorporada na Coroa entre 1642 e 1680, por D. Manuel de Moura Corte Real ter optado por permanecer em Castela aquando da Restauração da Independência de Portugal.
9. 1680 – 1730 — Rodrigo Sanches Farinha de Baena.
10. 1730 – 1737 — Pedro Sanches Farinha de Baena. Por morte deste, a capitania foi reincorporada nos próprios da Coroa pela mercê ter sido concedida apenas por duas vidas a Rodrigo Sanches Farinha de Baena.
11. 1825 – 1832 — Manuel de Arriaga Pereira, mas como cargo meramente honorífico, pois em 1766 tinha sido criada a Capitania Geral dos Açores.

### Capitão do donatário nas Flores e Corvo
As ilhas Flores e Corvo sempre foram administradas como uma única capitania, nunca tendo o seu estatuto claramente definido, o que levou a que a estrutura de poder naquelas ilhas não fosse igual à das restantes e se mantivessem tributos de natureza feudal, que só foram minorados por intervenção de Mouzinho da Silveira e extintos em plena monarquia constitucional. Foram os seguintes os donatários e capitães do donatário daquela capitania:
1. 1452 - ?? — Diogo de Teive, aparentemente donatário e não capitão do donatário, foi o descobridor das ilhas, então designadas por Floreiras (por vezes Foreiras) e consideradas um arquipélago separado dos Açores.
2. ?? - 1475 — João de Teive, filho do anterior, que vendeu os seus direitos sobre as ilhas, com permissão régia, a Fernão Teles de Meneses, 4.º senhor de Unhão.
3. 1475 - 1477 — Fernão Teles de Meneses.
4. 1477 - 1500 — D. Maria de Vilhena, que as administrou em nome de seu filho menor Rui Teles de Meneses, e que convidou, ou permitiu, a instalação na ilha de Willem van der Hagen, também conhecido por Guilherme da Silveira, que durante alguns anos ali habitou, próximo à ribeira da Cruz. Com permissão do filho, vendeu as ilhas, cerca de 1500, a João da Fonseca, de Évora.
5. 1500 - 1528 — João da Fonseca, o qual envia para as ilhas os primeiros povoadores que ali se fixaram em definitivo, entre eles Lopo Vaz e Antão Vaz.
6. 1528 - 1570 — Pero da Fonseca, por vezes denominado Pedro da Fonseca, filho do anterior.
7. 1570 - 1593 — frei Gonçalo de Sousa da Fonseca, filho segundo do anterior, cavaleiro professo da Ordem de Cristo. Neste período foi erigida a comenda da Ordem de Cristo, administrada pelo capitão do donatário, que consistia no domínio de todas as terras que nas ditas ilhas não estivessem já ocupadas, com a obrigação de pagar anualmente para o fisco a quantia de 20$000 reis, de cuidar do provimento e pagamento dos ministros eclesiásticos, de promover e auxiliar a construção e conservação das igrejas paroquiais e tudo o que respeitasse ao culto religioso e como a ilha do Corvo era a menos ocupada, tomou-a o comendador para si quase toda, e na ilha das Flores tomou duas extensas corporações de terras no concelho de Santa Cruz e três no das Lajes, o que tudo aforou aos povos daquelas localidades. Foi desta comenda que resultou a situação de tremenda opressão dos povos do Corvo e de parte das Flores, obrigados ao pagamento de um pesado tributo senhorial, que apenas foi resolvida em pleno século XIX. Por morte de frei Gonçalo da Fonseca a capitania regressa à Coroa, sendo atribuída a D. Francisco de Mascarenhas pelos seus serviços na Índia e em prémio da sua adesão à causa filipina.
8. 1593 - 1607 — D. Francisco de Mascarenhas, 1.º conde de Vila da Horta, título mudado para 1.º conde de Santa Cruz, por carta de mercê de D. Filipe I, de 17 de Setembro de 1593. Todos os restantes capitães, exceto o último, pertenceram à família dos Mascarenhas, condes de Santa Cruz, que foram entretanto acumulando outros títulos.
9. 1608 - 1650 — D. Martinho de Mascarenhas, 2.º conde de Santa Cruz.
10. 1650 - 1657 — D. João de Mascarenhas, casado com sua prima, D. Brites de Mascarenhas, filha única do 2.º conde de Santa Cruz. Perdeu o título e a capitania para o seu filho, D. Martinho de Mascarenhas, declarado 4.º conde de Santa Cruz, por sentença confirmada por carta de D. Afonso VI a 30 de Junho de 1657.
11. 1657 - 1682 — D. Martinho de Mascarenhas, que casou com D. Juliana de Lencastre, irmã e sucessora do 2.º marquês de Gouveia, juntando os títulos de conde de Santa Cruz e marquês de Gouveia na sua casa.
12. 1682 - 1692 — D. João de Mascarenhas, 5.º conde de Santa Cruz e 4.º marquês de Gouveia, que não deixou descendência.
13. 1692 - 1714 — D. Martinho Mascarenhas, segundo filho varão do 4.º conde e de sua mulher D. Juliana de Lencastre, que usou o título de 6.º conde de Santa Cruz, confirmado por carta régia de 2 de Julho de 1692, e ainda o de 3.º marquês de Gouveia.
14. 1714 - 1723 — D. João de Mascarenhas, 7.º conde de Santa Cruz por carta de D. João V, de 20 de Janeiro de 1714, confirmada em 1723, e 4.º marquês de Gouveia. Era o filho primogénito do 6.º conde de Santa Cruz, mas renunciou ao título, ao fugir para Inglaterra por razões amorosas.
15. 1723 - 1759 — D. José de Mascarenhas da Silva e Lencastre, 5.º marquês de Gouveia, 8.º conde de Santa Cruz e 8.º duque de Aveiro, sucedeu no cargo por renúncia do irmão. Foi o último titular da capitania pertencente à família Mascarenhas, pois ela foi-lhe confiscada para os próprios da Coroa na sequência da sua condenação, e execução a 13 de Janeiro de 1759, no processo dos Távoras. Foi o último capitão-do-donatário destas ilhas com tutela político-administrativa.
16. 1815 - 1832 — Pedro José Caupers (apenas no que respeita aos rendimentos e bens, já que a função político-administrativa tinha sido, em 1766, incorporada na Capitania Geral dos Açores).

## Governadores do presídio espanhol
Após o desembarque da Baía das Mós e o consequente fim da resistência à União Ibérica, a 11 de agosto de 1583 foi jurado na Câmara de Angra Filipe II de Espanha. O governo do presídio espanhol instalado em Angra, com superintendência  nas armas de todo o arquipélago e poder de tutela mais ou menos formal sobre a administração civil, teve os seguintes titulares:
1. 1583 - 1591 — Mestre-de-campo Juan de Horbina
2. 1591 - 1592 — Capitão Diego Suárez de Salazar (comandante interino)
3. 1592 - 1595 — Mestre-de-campo D. Antonio de la Puebla
4. 1595 - 1596 — Capitão Juan de Amilibia (comandante interino)
5. 1596 - 1600 — Mestre-de-campo D. Antonio Centeno

A partir de 1600, o governo das armas das Açores ficou entregue aos governadores do Castelo de São Filipe. O cargo foi exercido pelos seguintes militares até à rendição da fortaleza (ocorrida a 4 de março de 1642):
1. 1600 - 1601 — Mestre-de-campo D. Diego de Miranda Quirós
2. 1601 - 1602 — Capitão Pedro de Heredia (governador interino]
3. 1602 - 1607 — Mestre-de-campo D. Diego de Miranda Quirós
4. 1607 - 1609 — Capitão Francisco de la Rua (governador interino)
5. 1609 - 1613 — Mestre-de-campo D. Pedro Sarmiento
6. 1613 - 1615 — Capitão Juan de Pastrana (governador interino)
7. 1614 - 1614 — Mestre-de-campo D. Luis de Avila Monroy (não tomou posse)
8. 1615 - 1618 — Mestre-de-campo D. Gonzalo de Mejia
9. 1618 - 1618 — Sargento-mor Alonso Verdejo (governador interino)
10. 1618 - 1621 — Mestre-de-campo Juan Ponce de León
11. 1621 - 1621 — Tenente do castelo D. Alonso Cimbron (governador interino)
12. 1621 - 1625 — Mestre-de-campo D. Pedro Esteban de Avila
13. 1625 - 1627 — Mestre-de-campo D. Iñigo Hurtado de Corcuera y Mendoza
14. 1627 - 1639 — Mestre-de-campo D. Diego Fajardo Chacón
15. 1639 - 1642 — Mestre-de-campo D. Alvaro de Vivero

## Capitães Generais
A Capitania Geral dos Açores foi criada por Decreto 2 de agosto de 1766, do rei D. José I, e foi extinta pelo Decreto n.º 28, de 4 de junho de 1832, assinado em Ponta Delgada por D. Pedro IV em nome de sua filha, a rainha D. Maria II, sendo Secretário de Estado dos Negócios do Reino o marquês de Palmela. Foram os seguintes os capitães-generais:
1. 1766 - 1776 — D. Antão de Almada.
2. 1776 - 1793 — Dinis Gregório de Melo Castro e Mendonça.
3. 1793 - 1799 — Governo Interino, constituído nos termos do Alvará de 12 de dezembro de 1770,[2] presidido pelo bispo D. frei José da Avé-Maria Leite da Costa e Silva e pelo corregedor de Angra, Dr. Manuel José de Arriaga Brum da Silveira (substituído em 23 de Maio de 1795 por Luís de Moura Furtado e em 9 de Julho do mesmo ano por José Acúrsio das Neves). Por sua vez o bispo alegando velhice e doença, solicitou insistentemente a sua substituição, mas nunca foi atendido, sendo porém substituído interinamente no governo, a partir de 1796, devido a doença, pelo deão Mateus Homem Borges da Costa. O governo iniciou funções a 3 de dezembro de 1793, com o falecimento em Angra de Dinis Gregório de Melo Castro e Mendonça, o 2.º capitão-general, e cessou funções a 6 de novembro de 1799, com a posse de D. Lourenço José Boaventura de Almada, o 3.º capitão general.
4. 1799 - 1804 — D. Lourenço José Boaventura de Almada, conde de Almada, de 6 de novembro de 1799 a 17 de outubro de 1804.
5. 1804 - 1806 — D. José António de Melo da Silva César de Menezes, conde de São Lourenço, de 17 de outubro de 1804 a 10 de maio de 1806.
6. 1806 - 1810 — D. Miguel António de Melo, conde de Murça, de 10 de maio de 1806 a 9 de setembro de 1810.
7. 1810 - 1817 — Aires Pinto de Sousa Coutinho, de 9 de setembro de 1810 a 14 de maio de 1817.
8. 1817 - 1820 — Francisco António de Araújo e Azevedo, de 14 de maio de 1817 a 19 de Outubro de 1820.
9. 1820 - 1821 — Francisco de Borja Garção Stockler (1.ª vez), de 19 de outubro de 1820 a 11 de agosto de 1822, embora formalmente apenas como adido ao governo após 15 de maio de 1821, data em que em cerimónia solene realizada na Câmara de Angra foram juradas as bases da futura Constituição.
10. 1821 - 1822 — Junta Provisória do Supremo Governo das Ilhas dos Açores (liberal);
11. 1823 - 1823 — Junta de Governo Interino de Angra (absolutista) composta por João Pereira Forjaz de Lacerda, Roberto Luís de Mesquita Pimentel e Luís de Meireles do Canto e Castro.
12. 1823 - 1824 — Francisco de Borja Garção Stockler (2.ª vez), de 19 de novembro de 1823 a 24 de julho de 1824.
13. 1824 - 1828 — Manuel Vieira de Albuquerque Touvar
14. 1828 - 1828 — Governo Interino de Angra
15. 1828 - 1829 — Junta Provisória de Angra
  1. 1828 - 1831 — Henrique da Fonseca de Sousa Prego, pelo partido miguelista, governando em Ponta Delgada.
  2. 1829 - 1832 — D. António José de Sousa Manoel de Menezes Severim de Noronha, conde de Vila Flor e futuro duque da Terceira, pelo partido liberal, na sede da capitania, em Angra. Foi o último capitão general, governando até à extinção da Capitania Geral dos Açores.

## Regência
1. 1830 - 1831 — Regência de Angra em nome de D. Maria II.

## Província dos Açores
Pelo Decreto n.º 28, de 4 de junho de 1832, assinado em Ponta Delgada por D. Pedro IV, em nome de sua filha, a rainha D. Maria II, sendo Secretário de Estado dos Negócios do Reino o marquês de Palmela, foi extinta a Capitania Geral e criada em sua substituição a Província dos Açores com sede em Angra, na ilha Terceira. A Província estava dividida em três zonas administrativas: Angra, a capital provincial, com um prefeito; Ponta Delgada, com um subprefeito; e Horta, igualmente com um subprefeito. Esta divisão foi alterada pelo Decreto n.º 64, de 28 de junho de 1833, iniciando o processo que levaria à criação dos Distritos das Ilhas Adjacentes.
Prefeito:
1. 1832 - 1833 — Francisco Saraiva da Costa Refóios, 1.º barão de Ruivós

Subprefeito de Ponta Delgada:
1. 1832 - 1833 — Luís Ribeiro de Sousa Saraiva;
2. 1833 - 1833 — António José de Ávila (não tomou posse por ter sido impedido de desembarcar em Ponta Delgada);
3. 1833 - 1833 — José Caetano Dias do Canto e Medeiros (recusou tomar posse);
4. 1833 - 1833 — Felix Pereira de Magalhães (recusou a nomeação).

Subprefeito da Horta:
1. 1832 - 1833 — António Mariano de Lacerda (1.ª vez);
2. 1833 - 1833 — António José de Ávila (1.ª vez).

## Províncias Oriental e Ocidental dos Açores
Dado o conflito existente entre as autoridades de São Miguel e da Terceira, com as primeiras a exigir a sua independência da Terceira e a não permitirem o desembarque do subprefeito substituto que lhes era enviado pelo prefeito, pelo Decreto n.º 64, de 28 de junho de 1833, foi desmembrada a Província dos Açores, sendo criadas a Província Oriental dos Açores (São Miguel e Santa Maria), com sede em Ponta Delgada, e a Província Ocidental dos Açores (restantes ilhas), mantendo capital em Angra do Heroísmo.

### Província Oriental dos Açores
Prefeito:
1. 1833 - 1836 — João António Ferreira de Moura, 1.º barão de Mogadouro.

### Província Ocidental dos Açores
Prefeito:
1. 1833 - 1833 — Francisco Saraiva da Costa Refóios, 1.º barão de Ruivós.
2. 1833 - 1836 — Luís Pinto de Mendonça Arrais, 1.º barão de Valongo e depois 1.º visconde de Valongo.

Subprefeito da Horta:
1. 1833 - 1833 — António Garcia da Rosa, 1.º barão da Areia Larga.
2. 1833 - 1834 — António José de Ávila (2.ª vez).
3. 1834 - 1836 — António Mariano de Lacerda (2.ª vez).

## Distritos das Ilhas Adjacentes
Por Decreto de 18 de julho de 1835, que pôs termo à reforma administrativa de Mouzinho da Silveira, são extintas as Províncias e são criados os distritos administrativos e fiscais. Nos Açores, de início, são criados dois distritos (Oriental e Ocidental dos Açores), correspondentes às extintas províncias, com sede em Ponta Delgada e em Angra. Contudo, na Horta, que tinha sido elevada a cidade por alvará do duque de Bragança em nome de D. Maria II, datado de 4 de julho de 1833, desencadeia-se de imediato um movimento para a independência administrativa em relação a Angra. Dando provimento a essa reivindicação, por decreto de 28 de março de 1836, são criados os distritos de Ponta Delgada, Angra e Horta. Esta divisão administrativa sobreviveria até 1975.

### Ponta Delgada
Com a implantação da divisão distrital, ficaram a pertencer ao Distrito de Ponta Delgada, a partir de 1895 o Distrito Autónomo de Ponta Delgada, as ilhas de Santa Maria e de São Miguel. A administração distrital estava concentrada em Ponta Delgada, onde o Palácio da Conceição (antigo Convento da Conceição) foi adaptado a sede do distrito e residência oficial do Governador Civil, tendo a Junta Geral a sua sede no mesmo imóvel.

#### Distrito de Ponta Delgada
1. 1836 - 1836 — João António Ferreira de Moura (administrador geral interino).
2. 1836 - 1836 — José Joaquim Lopes de Lima (administrador geral)
3. 1836 - 1837 — Jacinto Inácio Rodrigues da Silveira, 1.º barão da Fonte Bela (administrador geral interino).
4. 1837 - 1838 — Nicolau Anastácio de Bettencourt (administrador geral interino).
5. 1838 - 1840 — Manuel de Medeiros da Costa Canto e Albuquerque, 1.º barão das Laranjeiras (administrador geral).
6. 1840 - 1842 — Nicolau Anastácio de Bettencourt (administrador geral interino).
7. 1842 - 1844 — Francisco Afonso da Costa Chaves e Melo
8. 1844 - 1846 — José Caetano Dias do Canto Medeiros.
9. 1846 - 1847 — Junta Governativa do Distrito de Ponta Delgada, presidida por Manuel de Medeiros da Costa Canto e Albuquerque, 1.º barão das Laranjeiras. Tendo este falecido a 27 de Abril de 1847, foi substituído interinamente pelo vice-presidente dr. João Bernardo de Medeiros até à dissolução (24 de Junho de 1847).
10. 1847 - 1849 — Duarte Borges da Câmara e Medeiros.
11. 1849 - 1849 — Pedro da Costa de Sousa de Macedo, 1.º conde de Vila Franca do Campo.
12. 1849 - 1851 — Eusébio Dias Poças Falcão (1.ª vez).
13. 1851 - 1868 — Félix Borges de Medeiros.
14. 1868 - 1869 — Eusébio Dias Poças Falcão (2.ª vez).
15. 1869 - 1877 — Jácome de Ornelas Bruges de Ávila Paim da Câmara, 2.º conde da Vila da Praia da Vitória.
16. 1877 - 1878 — António da Fonseca Carvão Paim da Câmara, 2.º barão do Ramalho.
17. 1878 - 1878 — Júlio de Castilho, 2.º visconde de Castilho.
18. 1878 - 1879 — Gualdino Alfredo Lobo de Gouveia Valadares (1.ª vez).
19. 1879 - 1881 — Veríssimo Aguiar Cabral.
20. 1881 - 1886 — Gualdino Alfredo Lobo de Gouveia Valadares (2.ª vez).
21. 1886 - 1890 — Narciso Maximiliano Alvares de Carvalho.
22. 1890 - 1892 — Carlos Maria Gomes Machado.
23. 1892 - 1893 — Bento José Pinto da Mota.
24. 1893 - 1893 — Francisco Pereira Lopes de Bettencourt Ataíde (interino)
25. 1893 - 1895 — António Moreira da Câmara Coutinho Gusmão.

#### Distrito Autónomo de Ponta Delgada
1. 1896 - 1897 — Alfredo Vieira Coelho Peixoto Pinto de Vilas-Boas, conde de Paçô Vieira.
2. 1897 - 1900 — Francisco de Andrade Albuquerque de Bettencourt.
3. 1900 - 1901 — José Coelho da Mota Prego (1.ª vez).
4. 1901 - 1903 — Amadeu Augusto Pinto da Silva.
5. 1904 - 1905 — José Coelho da Mota Prego (2.ª vez).
6. 1905 - 1906 — Luís Bettencourt de Medeiros e Câmara (1.ª vez).
7. 1906 - 1906 — Francisco de Melo Manuel Leite de Arruda (1.ª vez).
8. 1906 - 1910 — Luís Bettencourt de Medeiros e Câmara (2.ª vez).
9. 1910 - 1910 — Francisco de Melo Manuel Leite de Arruda (2.ª vez).
10. 1910 - 1911 — Francisco Luís Tavares (1.ª vez).
11. 1911 - 1913 — Caetano Moniz de Vasconcelos.
12. 1913 - 1913 — Francisco de Melo Manuel Leite de Arruda (3.ª vez).
13. 1913 - 1914 — João Francisco de Sousa.
14. 1914 - 1915 — Jacinto Gago Machado de Faria e Maia.
15. 1915 - 1915 — Adelino de Oliveira Pinto Furtado.
16. 1915 - 1915 — Virgílio Soares de Albergaria (1.ª vez).
17. 1915 - 1915 — António Martins Ferreira Júnior.
18. 1915 - 1915 — António Cabral de Melo.
19. 1915 - 1915 — Francisco Manuel de Medeiros Correia.
20. 1915 - 1917 — António Rodrigues Salgado.
21. 1917 - 1917 — António de Medeiros Franco.
22. 1917 - 1918 — Virgílio Soares de Albergaria (2.ª vez).
23. 1918 - 1918 — Mário Augusto Teixeira.
24. 1918 - 1919 — João Correia da Silva Júnior.
25. 1919 - 1919 — Francisco Luís Tavares (2.ª vez).
26. 1919 - 1920 — Virgílio Saque.
27. 1920 - 1920 — José Borges Medeiros da Horta.
28. 1920 - 1921 — Francisco Luís Tavares (3.ª vez).
29. 1921 - 1921 — Duarte Amigo de Azevedo Feio.
30. 1921 - 1921 — Francisco Luís Tavares (4.ª vez).
31. 1921 - 1923 — Horácio de Medeiros Franco.
32. 1923 - 1924 — Francisco Luís Tavares (5.ª vez).
33. 1924 - 1924 — Alfredo Adelino de Sá.
34. 1924 - 1925 — Jeremias da Costa.
35. 1925 - 1925 — Álvaro Pais de Ataíde.
36. 1925 - 1926 — Jaime Hintze.
37. 1926 - 1928 — Abel de Abreu Souto Maior.
38. 1928 - 1931 — Gonçalo Lobo Pereira Caldas de Barros.
39. 1931 - 1932 — António Júlio Belo de Almeida.
40. 1932 - 1932 — Casimiro Amorim Soares de Albergaria.
41. 1932 - 1933 — Jaime Resendes do Couto.
42. 1933 - 1934 — António Augusto de Sousa.
43. 1935 - 1936 — Agostinho de Mesquita.
44. 1936 - 1937 — Augusto Leite Mendes Moreira (1.ª vez).
45. 1937 - 1940 — Alberto de Campos Vieira Neves.
46. 1940 - 1944 — Rafael Sérgio Vieira.
47. 1944 - 1946 — Augusto Leite Mendes Moreira (2.ª vez).
48. 1946 - 1954 — Aniceto António dos Santos.
49. 1955 - 1959 — Carlos José Botelho de Paiva.
50. 1959 - 1967 — José Jacinto Vasconcelos Raposo.
51. 1967 - 1970 — Luciano Machado Soares.
52. 1970 - 1974 — Basílio Pina de Oliveira Seguro.
53. 1974 - 1974 — António Joaquim da Fonseca.
54. 1974 - 1975 — António Borges Coutinho.

### Angra do Heroísmo
O Distrito de Angra do Heroísmo foi constituído pelas ilhas Terceira, Graciosa e São Jorge, ficando a sede da administração distrital sita em Angra do Heroísmo, na antiga capital da Capitania Geral dos Açores. Para instalar a administração distrital foi aproveitado o Palácio dos Capitães Generais, o antigo Colégio da Companhia de Jesus, onde ficou a residência oficial do governador civil, a polícia, o comando militar e, durante algum tempo a Junta Geral. A Junta Geral entretanto mudou-se para a Carreira dos Cavalos, no antigo paço episcopal, entretanto reconstruído e transformado em Paços da Junta Geral (atual Secretaria Regional da Educação, Cultura e Deporto). A lista de titulares do cargo de Governador Civil é a seguinte:

#### Distrito de Angra do Heroísmo
| Governadores civis do Distrito de Angra do Heroísmo | Governadores civis do Distrito de Angra do Heroísmo                                                      | Governadores civis do Distrito de Angra do Heroísmo | Governadores civis do Distrito de Angra do Heroísmo | Governadores civis do Distrito de Angra do Heroísmo | Governadores civis do Distrito de Angra do Heroísmo                                                           |
|                                                     | Nome | Nomeação                                            | Exoneração                                          | Posse                                               | Observações                                                                                                   |
| --------------------------------------------------- | --- | --------------------------------------------------- | --------------------------------------------------- | --------------------------------------------------- | --- |
| 1                                                   | Luís Pinto de Mendonça Arrais, 1.º barão de Valongo e depois 1.º visconde de Valongo                     | 08.1833                                             | 07.1836                                             |                                                     | Administrador-geral                                                                                           |
| 2                                                   | António Pedro de Brito Vila Lobos, barão de Cacela                                                       | 07.1836                                             | 29.09.1836                                          |                                                     | Administrador-geral                                                                                           |
| 3                                                   | Teotónio de Ornelas Bruges Paim da Câmara, 1.º visconde de Bruges                                        | 22.12.1836                                          | 12.01.1838                                          |                                                     | Administrador-geral (1.ª vez)                                                                                 |
|                                                     | -- | 12.01.1838                                          | 7.04.1838                                           |                                                     | Interino |
| 4                                                   | Teotónio de Ornelas Bruges Paim da Câmara, 1.º visconde de Bruges                                        | 7.04.1838                                           | 25.11.1839                                          |                                                     | Administrador-geral (2.ª vez)                                                                                 |
| 5                                                   | José Silvestre Ribeiro                                                                                   | 27.09.1839                                          | 13.11.1844                                          | 25.11.1839                                          | Administrador-geral                                                                                           |
| 6                                                   | Nicolau Anastácio de Bettencourt                                                                         | 2.12.1844                                           | 21.07.1846                                          |                                                     | Governador civil (1.ª vez)                                                                                    |
| 7                                                   | Francisco de Meneses Lemos e Carvalho                                                                    | 1.07.1846                                           | 31.10.1846                                          |                                                     | Governador civil                                                                                              |
| 8                                                   | Nicolau Anastácio de Bettencourt                                                                         | 11.1846                                             | 04.1847                                             |                                                     | Governador civil (2.ª vez)                                                                                    |
| 9                                                   | Pedro Homem da Costa Noronha Ponce de Leão, barão de Noronha                                             | 04.1847                                             | 30.07.1847                                          |                                                     | Governador civil                                                                                              |
| 10                                                  | Nicolau Anastácio de Bettencourt                                                                         | 08.1847                                             | 8.03.1848                                           |                                                     | Governador civil (3.ª vez)                                                                                    |
|                                                     | José Inácio de Almeida Monjardino                                                                        | 9.03.1848                                           | 19.07.1848                                          |                                                     | Governador civil interino                                                                                     |
| 11                                                  | António José Vieira Santa Rita                                                                           | 19.07.1848                                          | 10.1849                                             |                                                     | Governador civil                                                                                              |
|                                                     | José Inácio de Almeida Monjardino                                                                        | 10.1849                                             | 20.11.1849                                          |                                                     | Governador civil interino                                                                                     |
| 12                                                  | Nicolau Anastácio de Bettencourt                                                                         | 21.11.1849                                          | 26.07.1851                                          |                                                     | Governador civil (4.ª vez)                                                                                    |
|                                                     | António de Oliveira Marreca                                                                              | 27.07.1851                                          | 21.10.1851                                          |                                                     | Administrador do distrito (governador interino)                                                               |
| 13                                                  | António Marcelino da Vitória                                                                             | 21.10.1851                                          | 25.08.1852                                          |                                                     | Governador civil                                                                                              |
| 14                                                  | Nicolau Anastácio de Bettencourt                                                                         | 09.1852                                             | 03.1857                                             |                                                     | Governador civil (5.ª vez)                                                                                    |
|                                                     | Florêncio José da Silva Júnior                                                                           | 03.1857                                             | 1857                                                |                                                     | Interino |
|                                                     | António Maria Cordeiro                                                                                   | 1857                                                | 07.1858                                             |                                                     | Interino |
| 15                                                  | Cassiano Sepúlveda Teixeira                                                                              | 07.1858                                             | 21.03.1859                                          |                                                     | Governador civil                                                                                              |
| 16                                                  | José Maria da Silva Leal                                                                                 | 22.05.1859                                          | 20.01.1861                                          |                                                     | Governador civil                                                                                              |
|                                                     | José Inácio de Almeida Monjardino                                                                        | 21.01.1861                                          | 4.07.1861                                           |                                                     | Interino |
| 17                                                  | Jácome de Ornelas Bruges de Ávila Paim da Câmara, 2.º visconde de Bruges e 2.º conde da Praia da Vitória | 04.07.1861                                          | 20.10.1865                                          |                                                     | Governador civil (1.ª vez)                                                                                    |
|                                                     | Albino de Abranches Freire de Figueiredo                                                                 | 21.10.1865                                          | 1865                                                |                                                     | Interino |
|                                                     | Joaquim Taibner de Morais                                                                                | 1865                                                | 02.1866                                             |                                                     | Interino |
| 18                                                  | José Guilherme Pacheco                                                                                   | 02.1866                                             | 08.1866                                             |                                                     | Governador civil                                                                                              |
|                                                     | Joaquim Taibner de Morais                                                                                | 08.1866                                             | 04.1867                                             |                                                     | Interino |
| 19                                                  | António de Gouveia Osório                                                                                | 04.1867                                             | 01.1868                                             |                                                     | Governador civil                                                                                              |
| 20                                                  | Jácome de Ornelas Bruges de Ávila Paim da Câmara, 2.º visconde de Bruges e 2.º conde da Praia da Vitória | 01.1868                                             | 03.1869                                             |                                                     | Governador civil (2.ª vez)                                                                                    |
| 21                                                  | D. Miguel Vaz Guedes Malafaia                                                                            | 03.1869                                             | 09.1869                                             |                                                     | Governador civil                                                                                              |
| 22                                                  | Félix Borges de Medeiros                                                                                 | 13.9.1869                                           | 11.1872                                             |                                                     | Governador civil                                                                                              |
| 23                                                  | Francisco de Albuquerque Mesquita e Castro                                                               | 7.1.1873                                            | 12.4.1876                                           |                                                     | Governador civil                                                                                              |
| 24                                                  | António da Fonseca Carvão Paim da Câmara, barão do Ramalho                                               | 12.4.1876                                           | 11.10.1877                                          |                                                     | Governador civil (1.ª vez)                                                                                    |
| 25                                                  | Jácome de Ornelas Bruges de Ávila Paim da Câmara, 2.º visconde de Bruges e 2.º conde da Praia da Vitória | 11.10.1877                                          | 31.1.1878                                           |                                                     | Governador civil (3.ª vez)                                                                                    |
| 26                                                  | António da Fonseca Carvão Paim da Câmara, barão do Ramalho                                               | 31.1.1878                                           | 3.6.1879                                            |                                                     | Governador civil (2.ª vez)                                                                                    |
| 27                                                  | Jácome de Ornelas Bruges de Ávila Paim da Câmara, 2.º visconde de Bruges e 2.º conde da Praia da Vitória | 3.6.1879                                            | 26.3.1881                                           |                                                     | Governador civil (4.ª vez)                                                                                    |
| 28                                                  | Afonso de Castro                                                                                         | 12.4.1881                                           | 11.10.1883                                          |                                                     | Governador civil                                                                                              |
| 29                                                  | João António Pereira Neves                                                                               | 13.12.1883                                          | 20.11.1884                                          |                                                     | Governador civil                                                                                              |
| 30                                                  | Augusto Maria da Fonseca Coutinho                                                                        | 20.11.1884                                          | 5.11.1885                                           |                                                     | Governador civil                                                                                              |
|                                                     | Jacinto Cândido da Silva                                                                                 | 6.11.1885                                           | 13.08.1886                                          |                                                     | Interino |
| 31                                                  | Jácome de Ornelas Bruges de Ávila Paim da Câmara, 2.º visconde de Bruges e 2.º conde da Praia da Vitória | 13.8.1886                                           | 10.1888                                             |                                                     | Governador civil (5.ª vez)                                                                                    |
| 32                                                  | Cândido Pacheco de Melo Menezes Forjaz de Lacerda, visconde de Nossa Senhora das Mercês                  | 31.1.1889                                           | 17.1.1890                                           |                                                     | Governador civil (1.ª vez)                                                                                    |
| 33                                                  | António da Fonseca Carvão Paim da Câmara, barão do Ramalho                                               | 17.1.1890                                           | 8.1.1891                                            |                                                     | Governador civil (3.ª vez)                                                                                    |
|                                                     | Frederico Ferreira Campos                                                                                | 01.1891                                             | 03.1891                                             |                                                     | Interino |
| 34                                                  | Henrique de Sá Nogueira de Vasconcelos                                                                   | 8.1.1891                                            | 9.3.1893                                            |                                                     | Governador civil                                                                                              |
|                                                     | Henrique de Castro                                                                                       | 10.03.1893                                          | 14.09.1893                                          |                                                     | Interino |
| 35                                                  | José Pimentel Homem de Noronha                                                                           | 14.9.1893                                           | 27.2.1895                                           |                                                     | Governador civil                                                                                              |
| 36                                                  | Manuel Homem de Noronha                                                                                  | 27.2.1895                                           | 5.9.1896                                            |                                                     | Governador civil                                                                                              |
| 37                                                  | Emídio Lino da Silva Júnior                                                                              | 24.12.1896                                          | 4.2.1897                                            |                                                     | Governador civil (1.ª vez)                                                                                    |
|                                                     | João Torquato Coelho Rocha                                                                               | 9.10.1899                                           | 9.11.1899                                           |                                                     | Interino |
| 38                                                  | Cândido Pacheco de Melo Menezes Forjaz de Lacerda, visconde de Nossa Senhora das Mercês                  | 11.2.1897                                           | 29.6.1900                                           |                                                     | Governador civil (2.ª vez). Era governador quando o distrito aderiu ao sistema autonómico em outubro de 1898. |

#### Distrito Autónomo de Angra do Heroísmo
1. 1898 - 1900 — Cândido Pacheco de Melo Menezes Forjaz de Lacerda, 1.º visconde de Nossa Senhora das Mercês (2.ª vez).
2. 1900 - 1902 — Emídio Lino da Silva Júnior (2.ª vez).
3. 1902 - 1904 — Raimundo Sieuve de Menezes, 2.º conde de Sieuve de Menezes.
4. 1904 - 1906 — Teotónio Simão Paim de Ornelas Bruges (1.ª vez).
5. 1906 - 1906 — António da Fonseca Carvão Paim da Câmara.
6. 1906 - 1907 — José Pereira da Cunha da Silveira e Sousa Júnior.
7. 1907 - 1908 — Aristides Moreira da Mota.
8. 1908 - 1910 — João Carlos da Silva Nogueira.
9. 1910 - 1910 — Teotónio Simão Paim de Ornelas Bruges (2.ª vez).
10. 1910 - 1910 — Jacinto Carlos da Silva, visconde da Agualva.
11. 1910 - 1912 — Henrique Ferreira de Oliveira Brás.
12. 1912 - 1913 — António Afonso de Carvalho.
13. 1913 - 1913 — Luís da Silva Ribeiro
14. 1913 - 1913 — Francisco de Mendonça Pacheco de Melo (1.ª vez).
15. 1913 - 1913 — João de Mendonça Pacheco.
16. 1913 - 1914 — João Baptista da Silva.
17. 1914 - 1915 — Adolfo da Trindade.
18. 1915 - 1915 — António Silveira Lopes.
19. 1915 - 1917 — Joaquim Teixeira da Silva (1.ª vez).
20. 1917 - 1919 — Francisco Vicente Ramos.
21. 1919 - 1919 — Constantino José Cardoso (1.ª vez).
22. 1919 - 1920 — Joaquim Teixeira da Silva (2.ª vez).
23. 1920 - 1920 — Álvaro de Castro Meneses (1.ª vez).
24. 1920 - 1921 — Constantino José Cardoso (2.ª vez).
25. 1921 - 1921 — António Veríssimo de Sousa.
26. 1921 - 1922 — Virgílio da Rocha Dinis.
27. 1922 - 1922 — Francisco de Paula Homem da Costa Noronha.
28. 1922 - 1923 — António Amorim Pires Toste.
29. 1923 - 1923 — António José Teixeira (1.ª vez).
30. 1923 - 1923 — Sebastião Ávila de Vasconcelos.
31. 1923 - 1924 — Manuel de Mesquita (1.ª vez).
32. 1924 - 1924 — António José Teixeira (2.ª vez).
33. 1924 - 1925 — Álvaro de Castro Meneses (2.ª vez).
34. 1925 - 1925 — Alexandre Martins Pamplona Ramos.
35. 1925 - 1926 — Francisco de Mendonça Pacheco de Melo (2.ª vez).
36. 1926 - 1927 — Jaime Pereira da Silva.
37. 1927 - 1928 — Gonçalo Lobo Pereira Caldas de Barros.
38. 1928 - 1931 — Manuel de Mesquita (2.ª vez).
39. 1931 - 1932 — Luís Augusto de Sousa Rodrigues.
40. 1932 - 1933 — Domingos Augusto Borges.
41. 1933 - 1936 — Joaquim Moniz de Sá Corte Real e Amaral.
42. 1936 - 1940 — Carlos Alberto de Oliveira.
43. 1940 - 1941 — Abílio Garcia de Carvalho.
44. 1941 - 1944 — António Francisco de Sales de Guimarães Pestana da Silva.
45. 1944 - 1952 — Cândido Pamplona Forjaz.
46. 1952 - 1956 — Manuel de Sousa Meneses.
47. 1956 - 1959 — José Luís Abecassis.
48. 1959 - 1973 — Teotónio Machado Pires.
49. 1973 - 1974 — Francisco Cabrita Matias.
50. 1974 - 1975 — Oldemiro Cardoso de Figueiredo (último governador civil de Angra do Heroísmo).

### Horta
O Distrito da Horta foi formado pelas ilhas do Faial, Pico, Flores e Corvo, tendo a sua sede na cidade da Horta. Para instalação dos serviços foi aproveitado o edifício do extinto Colégio da Companhia de Jesus, tendo a Junta Geral sido posteriormente instalada num dos edíficios deixados vagos pela saída das companhias operadoras dos cabos submarinos.

#### Distrito da Horta
| Governadores civis do Distrito da Horta | Governadores civis do Distrito da Horta                                      | Governadores civis do Distrito da Horta | Governadores civis do Distrito da Horta | Governadores civis do Distrito da Horta | Governadores civis do Distrito da Horta                                                      |
|                                         | Nome                                                                         | Nomeação                                | Exoneração                              | Posse                                   | Observações                                                                                  |
| --------------------------------------- | ---------------------------------------------------------------------------- | --------------------------------------- | --------------------------------------- | --------------------------------------- | -------------------------------------------------------------------------------------------- |
| 1                                       | António José Joaquim de Miranda                                              | 08.06.1836                              | 13.09.1836                              |                                         | Administrador geral                                                                          |
| 2                                       | António Mariano de Lacerda                                                   | 13.09.1836                              | 15.07.1837                              |                                         | Administrador geral                                                                          |
| 3                                       | António Joaquim Nunes de Vasconcelos                                         | 15.07.1837                              | 06.12.1839                              |                                         | Administrador geral                                                                          |
| --                                      | Francisco Garcia do Rosário                                                  | 06.12.1839                              | 03.02.1840                              |                                         | Secretário-geral e administrador geral interino.                                             |
| 4                                       | Francisco de Paula de Sousa Vilas Boas                                       | 03.02.1840                              | 04.03.1842                              |                                         | Administrador geral                                                                          |
| 5                                       | António José Vieira Santa Rita                                               | 04.03.1842                              | 22.08.1846                              |                                         | 1.º governador civil 1.ª vez                                                                 |
| --                                      | Francisco Inácio de Sousa                                                    | 22.08.1846                              | 22.08.1846                              |                                         | Secretário-geral e governador civil interino.                                                |
| 6                                       | Rodrigo de Sousa Coutinho Teixeira de Andrada Barbosa, 3.º conde de Linhares | 22.08.1846                              | 10.10.1846                              |                                         | António Garcia da Rosa, 1.º barão da Areia Larga, governador civil interino                  |
| 7                                       | António José Vieira Santa Rita                                               | 10.10.1846                              | 08.09.1847                              |                                         | 2.ª vez                                                                                      |
| 8                                       | José Cupertino da Fonseca e Brito                                            | 08.09.1847                              | 20.12.1847                              |                                         | --                                                                                           |
| 9                                       | António José Vieira Santa Rita                                               | 20.12.1847                              | 06.06.1848                              |                                         | 3.ª vez                                                                                      |
| 10                                      | Nicolau Anastácio de Bettencourt                                             | 06.06.1848                              | 08.09.1849                              |                                         | 1.ª vez                                                                                      |
| 11                                      | Francisco Maria de Freitas Jácome                                            | 08.09.1849                              | 26.12.1849                              |                                         | --                                                                                           |
| 12                                      | Joaquim José Pereira da Silveira e Sousa                                     | 29.12.1849                              | 03.06.1851                              |                                         | --                                                                                           |
| 13                                      | Nicolau Anastácio de Bettencourt                                             | 03.06.1851                              | 24.04.1852                              |                                         | 2.ª vez                                                                                      |
| 14                                      | Luís Teixeira de Sampaio, 2.º visconde do Cartaxo                            | 24.04.1852                              | 14.08.1857                              |                                         | --                                                                                           |
| 15                                      | António José Vieira Santa Rita                                               | 14.08.1857                              | 11.10.1877                              |                                         | 4.ª vez                                                                                      |
| 16                                      | Júlio de Castilho, 2.º visconde de Castilho                                  | 11.10.1877                              | 31.01.1878                              |                                         | --                                                                                           |
| 17                                      | António Maria de Oliveira                                                    | 31.01.1878                              | 02.06.1879                              |                                         | --                                                                                           |
| 18                                      | Manuel Francisco de Medeiros                                                 | 03.06.1879                              | 31.03.1881                              |                                         | 1.ª vez                                                                                      |
| 19                                      | Manuel Maria de Melo e Simas                                                 | 04.05.1881                              | 28.05.1881                              |                                         | --                                                                                           |
| 20                                      | António Patrício da Terra Pinheiro                                           | 18.07.1881                              | 25.02.1886                              |                                         | --                                                                                           |
| 21                                      | Manuel Francisco de Medeiros                                                 | 25.02.1886                              | 16.02.1890                              |                                         | 2.ª vez                                                                                      |
| 22                                      | Manuel de Arriaga Nunes                                                      | 16.01.1890                              | 20.02.1893                              |                                         | --                                                                                           |
| 23                                      | Guilherme Read Cabral                                                        | 14.09.1893                              | 04.01.1894                              |                                         | --                                                                                           |
| 24                                      | José de Almeida de Ávila                                                     | 04.01.1894                              | 13.07.1895                              |                                         | --                                                                                           |
| 25                                      | Amâncio Rodolfo Pinheiro da Costa Ribeiro                                    | 13.07.1895                              | 30.01.1896                              |                                         | --                                                                                           |
| 26                                      | António Emílio Severino de Avelar                                            | 30.01.1896                              | 04.02.1897                              |                                         | 1.ª vez                                                                                      |
| 27                                      | Miguel António da Silveira                                                   | 11.02.1897                              | 20.07.1899                              |                                         | --                                                                                           |
| 28                                      | Diogo de Barcelos Machado Bettencourt                                        | 20.07.1899                              | 29.06.1900                              |                                         | --                                                                                           |
| 29                                      | José Bressane de Leite Perry, visconde de Leite Perry                        | 04.07.1900                              | 18.10.1904                              |                                         | 1.ª vez                                                                                      |
| 30                                      | António Joaquim Durães                                                       | 24.11.1904                              | 04.07.1905                              |                                         | --                                                                                           |
| 31                                      | Francisco de Andrade Albuquerque                                             | 04.07.1905                              | 22.03.1906                              |                                         | --                                                                                           |
| 32                                      | José Bressane de Leite Perry, visconde de Leite Perry                        | 24.03.1906                              | 17.05.1906                              |                                         | 2.ª vez                                                                                      |
| 33                                      | Manuel António Lino                                                          | 06.06.1906                              | 13.09.1906                              |                                         | --                                                                                           |
| 34                                      | Augusto da Silva Carvalho Osório                                             | 13.09.1906                              | 15.02.1908                              |                                         | --                                                                                           |
| 35                                      | João Joaquim André de Freitas                                                | 14.03.1908                              | 14.01.1909                              |                                         | --                                                                                           |
| 36                                      | José Bressane de Leite Perry, visconde de Leite Perry                        | 14.01.1909                              | 11.01.1910                              |                                         | 3.ª vez                                                                                      |
| 37                                      | João António Cochado Martins                                                 | 11.01.1910                              | 25.06.1910                              |                                         | --                                                                                           |
| 38                                      | António Emílio Severino de Avelar                                            | 29.06.1910                              | 05.10.1910                              |                                         | 2.ª vez                                                                                      |
| 39                                      | José Machado Serpa                                                           | 05.10.1910                              | 01.04.1911                              |                                         | --                                                                                           |
| 40                                      | Augusto Goulart de Medeiros                                                  | 29.04.1911                              | 18.01.1913                              |                                         | --                                                                                           |
| 41                                      | Edwiges Goulart Prieto                                                       | 18.01.1913                              | 04.04.1914                              |                                         | --                                                                                           |
| 42                                      | José Charters de Azevedo Lopes Vieira                                        | 04.04.1914                              | 06.01.1915                              |                                         | --                                                                                           |
| 43                                      | António Emílio Severino de Avelar                                            | 06.01.1915                              | 30.01.1915                              |                                         | 3.ª vez                                                                                      |
| 44                                      | Caetano Moniz de Vasconcelos                                                 | 09.02.1915                              | 01.03.1915                              |                                         | --                                                                                           |
| 45                                      | António Birne Pereira                                                        | 01.03.1915                              | 02.05.1915                              |                                         | --                                                                                           |
| 46                                      | António Luís Serrão de Carvalho                                              | 24.05.1915                              | 04.03.1916                              |                                         | --                                                                                           |
| 47                                      | Fernando Joaquim Armas                                                       | 04.03.1916                              | 12.07.1917                              |                                         | --                                                                                           |
| 48                                      | Manuel Francisco Neves Júnior                                                | 13.12.1917                              | 27.05.1918                              |                                         | 1.ª vez                                                                                      |
| 49                                      | Manuel da Câmara Velho Melo Cabral                                           | 27.05.1918                              | 18.02.1919                              |                                         | --                                                                                           |
| 50                                      | Manuel Francisco Neves Júnior                                                | 18.02.1919                              | 07.06.1919                              |                                         | 2.ª vez                                                                                      |
| 51                                      | António Xavier de Mesquita                                                   | 07.06.1919                              | 27.03.1920                              |                                         | --                                                                                           |
| 52                                      | Luís Caldeira Mendes Saraiva                                                 | 27.03.1920                              | 16.10.1920                              |                                         | --                                                                                           |
| 53                                      | Manuel Francisco Neves Júnior                                                | 16.10.1920                              | 02.02.1921                              |                                         | 3.ª vez                                                                                      |
| 54                                      | Gabriel Baptista de Simas                                                    | 02.02.1921                              | 30.05.1921                              |                                         | 1.ª vez                                                                                      |
| 55                                      | Manuel Francisco Neves Júnior                                                | 30.05.1921                              | 25.10.1921                              |                                         | 4.ª vez                                                                                      |
| 56                                      | Gabriel Baptista de Simas                                                    | 25.10.1921                              | 03.03.1922                              |                                         | 2.ª vez                                                                                      |
| 57                                      | Carlos Alberto da Silva Pinheiro                                             | 03.03.1922                              | 16.11.1923                              |                                         | --                                                                                           |
| 58                                      | Manuel Francisco Neves Júnior                                                | 20.11.1923                              | 17.12.1923                              |                                         | 5.ª vez                                                                                      |
| 59                                      | Álvaro Soares de Melo                                                        | 05.01.1924                              | 22.08.1924                              |                                         | --                                                                                           |
| 60                                      | Joaquim Gualberto da Cunha Melo                                              | 22.08.1924                              | 11.06.1926                              |                                         | --                                                                                           |
| 61                                      | António de Mendonça Monteiro                                                 | 01.07.1926                              | 22.07.1926                              |                                         | --                                                                                           |
| 62                                      | Alberto Goulart de Medeiros                                                  | 22.07.1926                              | 13.11.1926                              |                                         | --                                                                                           |
| --                                      | Fernando Mouzinho de Albuquerque                                             | 22.09.1926                              | 07.01.1927                              |                                         | Alto-Comissário para a reconstrução após o sismo de 31 de Agosto de 1926.                    |
| 63                                      | José Gomes Soares Mesquita                                                   | 17.01.1927                              | 15.08.1927                              |                                         | Governador Civil e Alto-Comissário para a reconstrução após o sismo de 31 de Agosto de 1926. |
| 64                                      | Fernando da Costa                                                            | 15.08.1927                              | 08.07.1931                              |                                         | --                                                                                           |
| 65                                      | Augusto Paes da Graça de Almeida e Silva                                     | 08.07.1931                              | 20.01.1933                              |                                         | --                                                                                           |
| 66                                      | Alfredo Sampaio                                                              | 02.01.1933                              | 02.02.1933                              |                                         | Interino                                                                                     |
| 67                                      | José Malheiro Cardoso da Silva                                               | 06.02.1933                              | 15.03.1935                              |                                         | --                                                                                           |
| 68                                      | Luciano Machado Soares                                                       | 22.05.1935                              | 01.07.1936                              |                                         | --                                                                                           |
| 69                                      | José Rodrigues de Matos                                                      | 25.08.1936                              | 03.03.1937                              |                                         | --                                                                                           |
| 70                                      | José Rodrigues da Silva Mendes                                               | 03.03.1937                              | 17.03.1939                              |                                         | --                                                                                           |
| 71                                      | António Inocêncio Moreira de Carvalho                                        | 17.03.1939                              | 31.12.1940                              |                                         | Continuou no cargo após a transformação em Distrito Autónomo.                                |

#### Distrito Autónomo da Horta
| Governadores civis do Distrito Autónomo da Horta | Governadores civis do Distrito Autónomo da Horta | Governadores civis do Distrito Autónomo da Horta | Governadores civis do Distrito Autónomo da Horta | Governadores civis do Distrito Autónomo da Horta | Governadores civis do Distrito Autónomo da Horta                                |
|                                                  | Nome                                             | Nomeação                                         | Exoneração                                       | Posse                                            | Observações                                                                     |
| ------------------------------------------------ | ------------------------------------------------ | ------------------------------------------------ | ------------------------------------------------ | ------------------------------------------------ | ------------------------------------------------------------------------------- |
| 71                                               | António Inocêncio Moreira de Carvalho            | 01.01.1940                                       | 12.06.1942                                       |                                                  | Continuou no cargo após a transformação em Distrito Autónomo. Faleceu no cargo. |
| --                                               | Joaquim José Gomes Belo                          | 16.09.1942                                       | 22.01.1945                                       |                                                  | Governador civil substituto. Reitor do Liceu Provincial Manuel de Arriaga.      |
| 72                                               | Pedro Gonçalves Guimarães                        | 24.01.1945                                       | 16.05.1946                                       |                                                  | --                                                                              |
| 73                                               | Manuel de Sárrea Tavares de Mascarenhas Gaivão   | 18.09.1946                                       | 18.05.1953                                       |                                                  | --                                                                              |
| 74                                               | António de Freitas Pimentel                      | 12.06.1953                                       | 21.05.1973                                       |                                                  | --                                                                              |
| 75                                               | António Sanches Branco                           | 21.05.1973                                       | 25.04.1974                                       |                                                  | --                                                                              |
| 76                                               | Rui Vasco de Vasconcelos e Sá Vaz                | 16.08.1974                                       | 14.01.1976                                       |                                                  | Capitão do Porto da Horta. Governou o Distrito até à sua extinção.              |

## Junta Regional
Em pleno Verão Quente, e após a demissão do Governador Civil do Distrito Autónomo de Ponta Delgada, na sequência do levantamento popular de 6 de junho, é promulgado o Decreto-Lei n.º 458-B/75, de 22 de agosto, que criou a Junta Administrativa e de Desenvolvimento Regional, denominada a Junta Regional dos Açores, que substituiu os distritos autónomos e fez a transição para a Região Autónoma dos Açores. As suas funções foram alteradas pelo Decreto-Lei n.º 100/76, de 3 de fevereiro. A Junta Regional governou os Açores entre 22 de agosto de 1975 e 8 de setembro de 1976.
- 1975 - 1976 — General Altino Amadeu Pinto de Magalhães, que tomou posse de Presidente da Junta Regional a 26 de agosto de 1975 e exerceu funções até 8 de setembro de 1976, data em que a Junta Regional foi extinta, acumulando as funções com as de Governador Militar dos Açores. A Junta Regional dos Açores, presidida por Altino Amadeu Pinto de Magalhães, tinha os seguintes vogais:
  - Assuntos Sociais, Trabalho e Emigração – Dr. Henrique Aguiar Rodrigues (Partido Popular Democrático).
  - Coordenação Económica e Finanças – Dr. José Adriano Borges de Carvalho, depois substituído pelo Dr. Álvaro Pereira da Silva Leal Monjardino (Partido Popular Democrático).
  - Transportes, Comércio, Comunicações e Turismo – José Pacheco de Almeida (Partido Popular Democrático).
  - Educação, Investigação Científica, Comunicação Social e Cultura – Eng.º José António Martins Goulart (Partido Socialista).
  - Administração Local, Equipamento Social e Ambiente – Eng.º Leonildo Garcia Vargas (Partido Socialista).
  - Agricultura, Pescas e Indústria – Dr. António de Albuquerque Jácome Corrêa (Independente).

## Região Autónoma dos Açores
Nos termos do Estatuto Político-Administrativo da Região Autónoma dos Açores os órgãos de governo próprio são a Assembleia Legislativa, um parlamento unicameral eleito por sufrágio universal cada 4 anos, e o Governo Regional, um executivo de legitimidade parlamentar composto por um presidente e por secretários regionais, cujo mandato é também de 4 anos. Para além dos órgãos de governo próprio, a República Portuguesa é representada nos Açores por um Representante da República, nomeado pelo Presidente da República, cuja missão principal é promulgar as leis regionais. Até à revisão constitucional de Julho de 2004, que criou este cargo, existiu um Ministro da República, com ligação preponderante ao Governo português; o primeiro Representante da República tomou posse em 2006, na sequência da tomada de posse de Aníbal Cavaco Silva como Presidente de República.

### Ministros da República
1. 1976 - 1978 — General Octávio de Carvalho Galvão de Figueiredo, nomeado pelo Decreto n.º 674/76, de 24 de agosto, tomou posse a 27 de agosto de 1976, permanecendo no cargo até 11 de setembro de 1978, tendo sido exonerado pelo Decreto n.º 93-A/78, de 11 de setembro.
2. 1978 - 1981 — Almirante Henrique Afonso da Silva Horta, nomeado pelo Decreto n.º 93-B/78, de 11 de Setembro, exerceu o cargo de 11 de setembro de 1978 a 28 de abril de 1981, tendo sido exonerado pelo Decreto n.º 50/81, de 28 de abril.
3. 1981 - 1986 — General Tomás George Conceição Silva, nomeado pelo Decreto n.º 51/81, de 28 de abril, exerceu o cargo de 28 de abril de 1981 a 12 de julho de 1986, tendo sido exonerado pelo Decreto n.º 19/86, de 11 de julho.
4. 1986 - 1991 — General Vasco Joaquim Rocha Vieira, nomeado pelo Decreto n.º 20/86, de 11 de julho, exerceu o cargo de 12 de julho de 1986 a 20 de abril de 1991, sendo exonerado pelo Decreto n.º 20/91, de 19 de abril.
5. 1991 - 1997 — Prof. Doutor Mário Fernando de Campos Pinto, nomeado pelo Decreto n.º 21/91, de 19 de abril, exerceu o cargo de 20 de abril de 1991 a 7 de outubro de 1997, tendo sido exonerado pelo Decreto do Presidente da República n.º 64-D/97, de 7 de outubro.
6. 1997 - 2003 — Juiz Conselheiro Alberto Manuel de Sequeira Leal Sampaio da Nóvoa, foi nomeado pelo Decreto do Presidente da República n.º 64-F/97, de 7 de outubro. Na sequência das eleições presidenciais de 2001, foi renomeado pelo Decreto do Presidente da República n.º 30-A/2001, de 14 de maio. Exerceu o cargo de 7 de outubro de 1997 a 27 de março de 2003, tendo sido exonerado pelo Decreto do Presidente da República n.º 21-A/2003, de 26 de Março.
7. 2003 - 2006 — Juiz Conselheiro Álvaro José Brilhante Laborinho Lúcio, nomeado por Decreto do Presidente da República n.º 21-B/2003, de 26 de março, exercendo as funções desde 27 de março de 2003 a 30 de março de 2006. Devido à extinção do cargo pela revisão constitucional de 2004 (Lei Constitucional n.º 1/2004, de 24 de julho), este foi o último Ministro da República para a Região Autónoma dos Açores.

### Representantes da República
Criado pela Lei Constitucional n.º 1/2004, de 24 de julho, o cargo de Representante da República, agora inserido na esfera política e institucional do Presidente da República, veio substituir o Ministro da República. As funções de natureza executiva e de coordenação foram cometidas ao Governo Regional e ao Governo da República, ficando como função principal a representação da soberania do Estado português e a assinatura das leis emanadas da Assembleia Legislativa e do Governo Regional.
1. 2006 - 2011 — Juiz Conselheiro José António Mesquita, nomeado pelo Decreto do Presidente da República n.º 33/2006, de 30 de março;[6]
2. 2011 - ------- — Embaixador Pedro Manuel dos Reis Alves Catarino, nomeado pelo Decreto do Presidente da República n.º 46/2011, de 11 de abril.[7]

### Presidentes da Assembleia Legislativa
1. 1976 - 1978 — Álvaro Pereira da Silva Leal Monjardino (1.ª vez).
2. 1978 - 1979 — Alberto Romão Madruga da Costa (1.ª vez).
3. 1979 - 1984 — Álvaro Pereira da Silva Leal Monjardino (2.ª vez).
4. 1984 - 1991 — José Guilherme Reis Leite.
5. 1991 - 1995 — Alberto Romão Madruga da Costa (2.ª vez).
6. 1995 - 1996 — Humberto Trindade de Melo (1.ª vez).
7. 1996 - 1998 — Dionísio Mendes de Sousa.
8. 1998 - 2000 — Humberto Trindade de Melo (2.ª vez).
9. 2000 - 2008 — Fernando Manuel Machado Menezes.
10. 2008 - 2012 — Francisco Manuel Coelho Lopes Cabral.
11. 2012 - 2020 — Ana Luísa Pereira Luís.
12. 2020 - -----   — Luís Garcia

### Presidentes do Governo Regional
| Nº | Presidente (Nascimento–Morte) | Retrato | Eleito    | Início de mandato        | Fim de mandato           | Partido Político |
| -- | ----------------------------- | ------- | --------- | ------------------------ | ------------------------ | ---------------- |
| 1º | Mota Amaral (1943–)           |         |           | 1976 1980 1984 1988 1992 | 1980 1984 1988 1992 1995 |                  |
| 2º | Madruga da Costa              |         | incumbido | 1995                     | 1996                     |                  |
| 3º | Carlos César                  |         |           | 1996 2000 2004 2008      | 2000 2004 2008 2012      |                  |
| 4º | Vasco Cordeiro                |         |           | 2012 2016                | 2016 2020                |                  |
| 5º | José Manuel Bolieiro          |         |           | 2020 2024                | 2024 ---                 |                  |

1. 1976 - 1995 — João Bosco Soares da Mota Amaral (8 de setembro de 1976 - 20 de outubro de 1995)
  1. I Governo Regional dos Açores
  2. II Governo Regional dos Açores
  3. III Governo Regional dos Açores
  4. IV Governo Regional dos Açores
  5. V Governo Regional dos Açores
2. 1995 - 1996 — Alberto Romão Madruga da Costa (20 de outubro de 1995 − 8 de novembro de 1996)
  1. VI Governo Regional dos Açores
3. 1996 -  2012  — Carlos Manuel Martins do Vale César (9 de novembro de 1996 − 6 de novembro de 2012)
  1. VII Governo Regional dos Açores
  2. VIII Governo Regional dos Açores
  3. IX Governo Regional dos Açores
  4. X Governo Regional dos Açores
4. 2012 -  2020 — Vasco Ilídio Alves Cordeiro (6 de novembro de 2012 - 24 de novembro de 2020)
  1. XI Governo Regional dos Açores
  2. XII Governo Regional dos Açores
5. 2020 -  presente — José Manuel Bolieiro (24 de novembro de 2020 - ----)
  1. XIII Governo Regional dos Açores
  2. XIV Governo Regional dos Açores